# Lipceni
Lipceni è un comune della Moldavia situato nel distretto di Rezina di 641 abitanti al censimento del 2004